# سروال وقميص
السروال والقميص هو أحد أكثر الأزياء شيوعاً بين رجال ونساء باكستان، ويتكون من سروال واسع فضفاض وقميص خارجي فضفاض، وهو منتشر في مناطق أخرى في شبه القارة الهندية كالهند وبنغلاديش وسريلانكا ونيبال وفي جنوب شرق آسيا كميانمار، يرتدى في الريف الباكستاني في الأفراح والمناسبات.

## طالع المزيد
- دوباتا
- ساري
- شروال
- قرطق
- قميصة